# Tour of Britain 2023
Il Tour of Britain 2023, diciannovesima edizione della corsa e valevole come prova dell'UCI ProSeries 2023 categoria 2.Pro, si svolse in otto tappe dal 3 al 10 settembre 2023 su un percorso di 1 271,1 km, con partenza da Altrincham e arrivo a Caerphilly, nel Regno Unito. La vittoria fu appannaggio del belga Wout Van Aert, il quale completò il percorso in 28h43'57", alla media di 41,345 km/h, precedendo il norvegese Tobias Halland Johannessen e l'australiano Damien Howson.
Sul traguardo di Caerphilly 75 ciclisti, su 96 partiti da Altrincham, hanno portato a termine la competizione.

## Tappe[1]
| Tappa  | Data         | Percorso                          | km      | Vincitore di tappa | Leader cl. generale |
| ------ | ------------ | --------------------------------- | ------- | ------------------ | ------------------- |
| 1ª     | 3 settembre  | Altrincham > Manchester           | 163,6   | Olav Kooij         | Olav Kooij          |
| 2ª     | 4 settembre  | Wrexham > Wrexham                 | 109,9   | Olav Kooij         | Olav Kooij          |
| 3ª     | 5 settembre  | Goole > Beverley                  | 154,7   | Olav Kooij         | Olav Kooij          |
| 4ª     | 6 settembre  | Sherwood Forest > Newark-on-Trent | 166,6   | Olav Kooij         | Olav Kooij          |
| 5ª     | 7 settembre  | Felixstowe > Felixstowe           | 192,4   | Wout Van Aert      | Wout Van Aert       |
| 6ª     | 8 settembre  | Southend-on-Sea > Harlow          | 146,2   | Danny van Poppel   | Wout Van Aert       |
| 7ª     | 9 settembre  | Tewkesbury > Gloucester           | 170,9   | Rasmus Tiller      | Wout Van Aert       |
| 8ª     | 10 settembre | Margam Country Park > Caerphilly  | 166,8   | Carlos Rodríguez   | Wout Van Aert       |
| Totale | Totale       | Totale                            | 1 271,1 |                    |                     |

## Squadre e corridori partecipanti
Al via 16 formazioni, di cui 5 UCI WorldTeam, 6 UCI ProTeam, 4 UCI Continental Team e la selezione nazionale di casa.
| N.    | Cod. | Squadra                     |
| ----- | ---- | --------------------------- |
| 1-6   | MOV  | Movistar Team               |
| 11-16 | IGD  | Ineos Grenadiers            |
| 21-26 | BWB  | Bingoal WB                  |
| 31-36 | GBR  | Gran Bretagna               |
| 41-46 | BOH  | Bora-Hansgrohe              |
| 51-56 | BEB  | Bolton Equities Black Spoke |
| 61-66 | GLC  | Global 6 Cycling            |
| 71-76 | TJV  | Jumbo-Visma                 |

| N.      | Cod. | Squadra                 |
| ------- | ---- | ----------------------- |
| 81-86   | EKP  | Equipo Kern Pharma      |
| 91-96   | SPC  | Saint Piran             |
| 101-106 | DSM  | Team DSM-Firmenich      |
| 111-116 | Q36  | Q36.5 Pro Cycling Team  |
| 121-126 | TDT  | TDT-Unibet Cycling Team |
| 131-136 | TFB  | Team Flanders–Baloise   |
| 141-146 | TRI  | Trinity Racing          |
| 151-156 | UXT  | Uno-X Pro Cycling Team  |

## Dettagli delle tappe

### 1ª tappa
- 3 settembre: Altrincham > Manchester –  163,6 km

Risultati
| Pos. | Corridore     | Squadra | Tempo    |
| ---- | ------------- | ------- | -------- |
| 1    | Olav Kooij    | Jumbo   | 3h51'02" |
| 2    | Wout Van Aert | Jumbo   | s.t.     |
| 3    | Sam Bennett   | Bora    | s.t.     |

| Pos. | Corridore     | Squadra | Tempo    |
| ---- | ------------- | ------- | -------- |
| 1    | Olav Kooij    | Jumbo   | 3h51'02" |
| 2    | Wout Van Aert | Jumbo   | s.t.     |
| 3    | Sam Bennett   | Bora    | s.t.     |

### 2ª tappa
- 4 settembre: Wrexham > Wrexham –  109,9 km

Risultati
| Pos. | Corridore        | Squadra | Tempo    |
| ---- | ---------------- | ------- | -------- |
| 1    | Olav Kooij       | Jumbo   | 2h22'51" |
| 2    | Danny van Poppel | Bora    | s.t.     |
| 3    | Wout Van Aert    | Jumbo   | s.t.     |

| Pos. | Corridore     | Squadra | Tempo    |
| ---- | ------------- | ------- | -------- |
| 1    | Olav Kooij    | Jumbo   | 6h13'53" |
| 2    | Wout Van Aert | Jumbo   | s.t.     |
| 3    | Sam Bennett   | Bora    | s.t.     |

### 3ª tappa
- 5 settembre: Goole > Beverley – 154,7 km

Risultati
| Pos. | Corridore        | Squadra     | Tempo    |
| ---- | ---------------- | ----------- | -------- |
| 1    | Olav Kooij       | Jumbo       | 3h25'58" |
| 2    | Danny van Poppel | Bora        | s.t.     |
| 3    | Ethan Vernon     | G. Bretagna | s.t.     |

| Pos. | Corridore        | Squadra  | Tempo    |
| ---- | ---------------- | -------- | -------- |
| 1    | Olav Kooij       | Jumbo    | 9h39'51" |
| 2    | Danny van Poppel | Bora     | s.t.     |
| 3    | Max Kanter       | Movistar | s.t.     |

### 4ª tappa
- 6 settembre: Sherwood Forest > Newark-on-Trent –  166,6 km

Risultati
| Pos. | Corridore       | Squadra     | Tempo    |
| ---- | --------------- | ----------- | -------- |
| 1    | Olav Kooij      | Jumbo       | 3h45'40" |
| 2    | Casper van Uden | DSM         | s.t.     |
| 3    | Ethan Vernon    | G. Bretagna | s.t.     |

| Pos. | Corridore    | Squadra     | Tempo     |
| ---- | ------------ | ----------- | --------- |
| 1    | Olav Kooij   | Jumbo       | 13h25'31" |
| 2    | Ethan Vernon | G. Bretagna | s.t.      |
| 3    | Max Kanter   | Movistar    | s.t.      |

### 5ª tappa
- 7 settembre: Felixstowe > Felixstowe –  192,4 km

Risultati
| Pos. | Corridore        | Squadra     | Tempo    |
| ---- | ---------------- | ----------- | -------- |
| 1    | Wout Van Aert    | Jumbo       | 4h20'05" |
| 2    | Ethan Vernon     | G. Bretagna | a 3"     |
| 3    | Danny van Poppel | Bora        | s.t.     |

| Pos. | Corridore     | Squadra     | Tempo     |
| ---- | ------------- | ----------- | --------- |
| 1    | Wout Van Aert | Jumbo       | 17h45'36" |
| 2    | Ethan Vernon  | G. Bretagna | a 3"      |
| 3    | Max Kanter    | Movistar    | s.t.      |

### 6ª tappa
- 8 settembre: Southend-on-Sea > Harlow –  146,2 km

Risultati
| Pos. | Corridore        | Squadra     | Tempo    |
| ---- | ---------------- | ----------- | -------- |
| 1    | Danny van Poppel | Bora        | 3h14'34" |
| 2    | Ethan Vernon     | G. Bretagna | s.t.     |
| 3    | Tord Gudmestad   | Uno-X       | s.t.     |

| Pos. | Corridore     | Squadra     | Tempo     |
| ---- | ------------- | ----------- | --------- |
| 1    | Wout Van Aert | Jumbo       | 21h00'10" |
| 2    | Ethan Vernon  | G. Bretagna | a 3"      |
| 3    | Olav Kooij    | Jumbo       | s.t.      |

### 7ª tappa
- 9 settembre: Tewkesbury > Gloucester – 170,9 km

Risultati
| Pos. | Corridore        | Squadra     | Tempo    |
| ---- | ---------------- | ----------- | -------- |
| 1    | Rasmus Tiller    | Uno-X       | 3h50'53" |
| 2    | Danny van Poppel | Bora        | s.t.     |
| 3    | Stephen Williams | G. Bretagna | s.t.     |

| Pos. | Corridore        | Squadra | Tempo     |
| ---- | ---------------- | ------- | --------- |
| 1    | Wout Van Aert    | Jumbo   | 24h51'03" |
| 2    | Danny van Poppel | Bora    | a 3"      |
| 3    | Rasmus Tiller    | Uno-X   | s.t.      |

### 8ª tappa
- 10 settembre: Margam Country Park > Caerphilly –  166,8 km

Risultati
| Pos. | Corridore        | Squadra | Tempo    |
| ---- | ---------------- | ------- | -------- |
| 1    | Carlos Rodríguez | Ineos   | 3h52'43" |
| 2    | Wout Van Aert    | Jumbo   | a 11"    |
| 3    | Damien Howson    | Q36.5   | s.t.     |

| Pos. | Corridore          | Squadra | Tempo     |
| ---- | ------------------ | ------- | --------- |
| 1    | Wout Van Aert      | Jumbo   | 28h43'57" |
| 2    | Tobias Johannessen | Uno-X   | a 3"      |
| 3    | Damien Howson      | Q36.5   | s.t.      |

## Evoluzione delle classifiche
| Tappa              | Vincitore          | Classifica generale Maglia blu | Classifica a punti Maglia verde | Classifica scalatori Maglia nera | Classifica giovani Maglia bianca | Classifica a squadre   | Classifica combattività |
| ------------------ | ------------------ | ------------------------------ | ------------------------------- | -------------------------------- | -------------------------------- | ---------------------- | ----------------------- |
| 1ª                 | Olav Kooij         | Olav Kooij                     | Olav Kooij                      | James Fouché                     | Olav Kooij                       | Uno-X Pro Cycling Team | Harry Tanfield          |
| 2ª                 | Olav Kooij         | Olav Kooij                     | Olav Kooij                      | James Fouché                     | Olav Kooij                       | Bora-Hansgrohe         | Abram Stockman          |
| 3ª                 | Olav Kooij         | Olav Kooij                     | Olav Kooij                      | James Fouché                     | Olav Kooij                       | Uno-X Pro Cycling Team | Nícolas Sessler         |
| 4ª                 | Olav Kooij         | Olav Kooij                     | Olav Kooij                      | James Fouché                     | Olav Kooij                       | Uno-X Pro Cycling Team | Harry Tanfield          |
| 5ª                 | Wout Van Aert      | Wout Van Aert                  | Olav Kooij                      | James Fouché                     | Olav Kooij                       | Uno-X Pro Cycling Team | Wout van Aert           |
| 6ª                 | Danny van Poppel   | Wout Van Aert                  | Olav Kooij                      | James Fouché                     | Olav Kooij                       | Uno-X Pro Cycling Team | Abram Stockman          |
| 7ª                 | Rasmus Tiller      | Wout Van Aert                  | Olav Kooij                      | James Fouché                     | Magnus Sheffield                 | Uno-X Pro Cycling Team | Ben Turner              |
| 8ª                 | Carlos Rodríguez   | Wout Van Aert                  | Olav Kooij                      | James Fouché                     | Magnus Sheffield                 | Q36.5 Pro Cycling Team | Stephen Williams        |
| Classifiche finali | Classifiche finali | Wout Van Aert                  | Olav Kooij                      | James Fouché                     | Magnus Sheffield                 | Q36.5 Pro Cycling Team | Abram Stockman          |

Maglie indossate da altri ciclisti in caso di due o più maglie vinte
- Nella 2ª e 3ª tappa Wout Van Aert ha indossato la maglia verde al posto di Olav Kooij.
- Nella 2ª e 3ª tappa Stian Fredheim ha indossato la maglia bianca al posto di Olav Kooij.
- Nella 4ª e 5ª tappa Danny van Poppel ha indossato la maglia verde al posto di Olav Kooij.
- Dalla 4ª alla 7ª tappa Casper van Uden ha indossato la maglia bianca al posto di Olav Kooij.

## Classifiche finali

### Classifica generale - Maglia blu
| Pos. | Corridore          | Squadra     | Tempo     |
| ---- | ------------------ | ----------- | --------- |
| 1    | Wout Van Aert      | Jumbo       | 38h43'57" |
| 2    | Tobias Johannessen | Uno-X       | a 3"      |
| 3    | Damien Howson      | Q36.5       | s.t.      |
| 4    | Magnus Sheffield   | Ineos       | s.t.      |
| 5    | Mark Donovan       | Q36.5       | a 23"     |
| 6    | Zeb Kyffin         | Saint Piran | s.t.      |
| 7    | Gregor Mühlberger  | Movistar    | s.t.      |
| 8    | Kamiel Bonneu      | Baloise     | s.t.      |
| 9    | Nils Politt        | Bora        | a 28"     |
| 10   | Carlos Rodríguez   | Ineos       | s.t.      |

### Classifica a punti - Maglia verde
| Pos. | Corridore        | Squadra     | Punti |
| ---- | ---------------- | ----------- | ----- |
| 1    | Olav Kooij       | Jumbo       | 108   |
| 2    | Danny van Poppel | Bora        | 94    |
| 3    | Wout Van Aert    | Jumbo       | 79    |
| 4    | Ethan Vernon     | G. Bretagna | 71    |
| 5    | Abram Stockman   | TDT         | 47    |

### Classifica scalatori - Maglia nera
| Pos. | Corridore        | Squadra | Punti |
| ---- | ---------------- | ------- | ----- |
| 1    | James Fouché     | Bolton  | 49    |
| 2    | Carlos Rodríguez | Ineos   | 30    |
| 3    | Mark Donovan     | Q36.5   | 28    |
| 4    | Wout Van Aert    | Jumbo   | 26    |
| 5    | Magnus Sheffield | Ineos   | 25    |

### Classifica giovani - Maglia bianca
| Pos. | Corridore        | Squadra     | Punti     |
| ---- | ---------------- | ----------- | --------- |
| 1    | Magnus Sheffield | Ineos       | 28h44'00" |
| 2    | Carlos Rodríguez | Ineos       | a 25"     |
| 3    | Igor Arrieta     | Kern Pharma | a 1'27"   |
| 4    | Paul Magnier     | Trinity     | a 1'48"   |
| 5    | Casper van Uden  | DSM         | a 5'19"   |

### Classifica a squadre
| Pos. | Squadra                | Tempo     |
| ---- | ---------------------- | --------- |
| 1    | Q36.5 Pro Cycling Team | 86h14'29" |
| 2    | Uno-X Pro Cycling Team | a 7"      |
| 3    | Equipo Kern Pharma     | a 1'21"   |
| 4    | Ineos Grenadiers       | a 2'03"   |
| 5    | Bingoal WB             | a 8'01"   |